# ジノ・ヴィニコフ
ジノ・ヴィニコフ（英語: Zino Vinnikov；ロシア語: Зиновий Владимирович Винников、1943年チェリャビンスク - ）はロシアのヴァイオリニスト。ロシア語名はジノヴィ・ヴラディミロヴィチ・ヴィンニコフ。

## 略歴
1943年、チェリャビンスクで生まれた。レニングラード音楽院に入学し、ミハイル・ヴァイマンに師事した。在学中にソ連ヴァイオリン・コンクールで優勝し、その後も下記の通り国内外の多くのコンクールで受賞を果たした。
1982年にソビエトを離れ、オランダ国籍を取得した。
その後、ソリストとしてテミルカーノフ、スヴェトラーノフ、ヤンソンスらと協演した。特にメニューインとは近しく、彼の指揮するロイヤル・フィルハーモニー管弦楽団と協演したチャイコフスキーのヴァイオリン協奏曲、憂鬱なセレナードは高い評価を得た。コンサートマスターとして活動した楽団には、レニングラード・フィルハーモニー交響楽団、ロイヤル・フィルハーモニー管弦楽団、ハーグ・レジデンティ管弦楽団がある。
教育者としてはサンクトペテルブルク音楽院、ロッテルダム音楽院、ユトレヒト音楽院等の教授をつとめ、各国のマスタークラスで教えている。

## 受賞
- ソ連ヴァイオリン・コンクール優勝　(在学中)
- 1966年 チャイコフスキー国際コンクール第5位
- 1967年 ジョルジュ・エネスク国際コンクール優勝
- 1971年 エリザベート王妃国際音楽コンクール第8位